# Indotyphlops porrectus
Espèce
Synonymes
- Typhlops porrectus Stoliczka, 1871
- Typhlops mackinnoni Wall, 1910
- Typhlops venningi Wall, 1913
- Typhlops ductuliformes Khan, 1999

Indotyphlops porrectus est une espèce de serpents de la famille des Typhlopidae. 

## Répartition
Cette espèce se rencontre au Pakistan, en Inde, au Népal, au Sri Lanka, dans le nord de la Birmanie et en Thaïlande.
Le seul spécimen trouvé sur l'île de Java pourrait y avoir été introduit. Sa présence au Bhoutan est incertaine.

## Publication originale
- Stoliczka, 1871 : Notes on some Indian and Burmese Ophidians. Journal of the Asiatic Society of Bengal, Calcutta, vol. 40, p. 421-445 (texte intégral).